# Jan Smudek

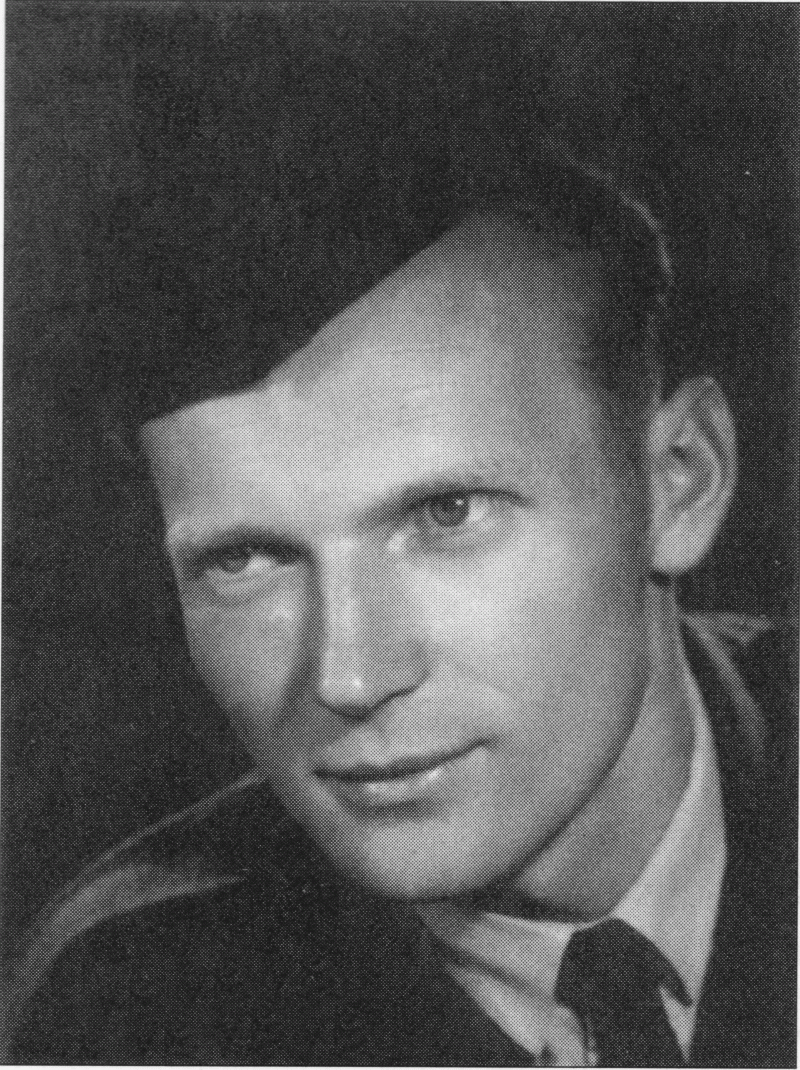
Jan Smudek

Jan Smudek (* 8. September 1915 in Bělá nad Radbuzou; † 17. November 1999 in Díly u Domažlic) war ein Teilnehmer des tschechoslowakischen Widerstandes gegen die Besetzung des Landes, und nach dem Kriegsende 1946 bis 1948 Teilnehmer am Widerstand gegen das kommunistische Regime in der Tschechoslowakei.
Ab 1939 floh Smudek vor den Faschisten über Prag, die Slowakei, Ungarn, Griechenland, die Türkei, Syrien nach Frankreich, wo er sich in Agde der Tschechoslowakischen Exilarmee anschloss.
Nach dem Waffenstillstand von Compiègne setzte er seine Flucht über Algerien, Marokko, Martinique, St. Lucia, die Bermudas, Kanada nach Großbritannien fort, wo er der No. 68 Squadron der Royal Air Force beitrat.
Nach dem Krieg kehrte Smudek in die Tschechoslowakei zurück und trat in die Partei Křesťanská a demokratická unie – Československá strana lidová ein, wo er sich an antikommunistischen Aktivitäten beteiligte. Bei der kommunistischen Machtübernahme in der Tschechoslowakei 1948 musste er wieder fliehen und emigrierte nach Frankreich.
1990 kehrte Smudek nach Tschechien zurück, wo er 1999 in Díly starb.
Smudek diente als Vorbild für die Rolle des Victor Laszlo im 1942 gedrehten Film Casablanca.

### Presse
- Nedělní list (Juni 1939) (tschechisch)
- Národní práce (Juni 1939; March 1940) (tschechisch)
- Polední list (April 1940) (tschechisch)
- Pondělní list (April 1940) (tschechisch)
- Přítomnost (Juni 1939) (tschechisch)
- Venkov (Juni 1939) (tschechisch)